# Турбота про літніх в Україні
Всеукраї́нська Благоді́йна Організа́ція «Турбо́та про Лі́тніх в Украї́ні» — недержавна благодійна громадська організація в Україні. Організація побудована на принципах взаємодопомоги людей літнього віку, що діють на волонтерських засадах.

## Історія
Організацію було започатковано в листопаді 1999 року за ініціативи ВООЗ, а також з методичної і практичної підтримки благодійної організації Age Concern England (Велика Британія) і британського благодійного фонду Community Fund. У травні 2001 року організацію було зареєстровано в Міністерстві юстиції України.

## Діяльність
Організація ставить за мету захист прав та інтересів літніх людей, покращення їх якості життя і ресоціалізацію завдяки залученню до активної життєвої позиції і допомоги своїм одноліткам.
Волонтери організації допомагають своїм одноліткам вдома, облаштовують консультативні пункти для надання інформації, захищають права та інтереси інших учасників адвокацією, надають підтримку людям, які потерпають від дискримінації.
З  2008 року ТПЛ займається українською частиною міжнародної програми німецького фонду «Пам’ять, відповідальність та майбутнє», що називається «Місце зустрічі: діалог». Головна мета — моральна і практична підтримка людей, які постраждали від нацизму, покращення їх життя. За 6 років діяльності підтримку було надано 121 проєкту на суму 2,1 млн євро.
Відділення діють у Глухові, Чернігові, Києві, Житомирі, Черкасах, Хмельницькому, Тернополі, Івано-Франківську, Миколаєві.
Волонтери організації слідкують за 48 медичними центрами у 9 містах з метою перевірки, чи надаються літнім людям достатні послуги лікування і чи відсутня дискримінація за віком. Щомісячно волонтери відслідковують ціни у місцевих аптеках та інформують літнії людей про ціни на більшість популярних ліків. Інформація поширюється по телебаченню та радіо, листівками тощо.
Організація займається наступними сферами допомоги:
- охорона здоров'я,
- виконавча влада,
- громадянське суспільство та НДО,
- гранти,
- експертне опитування,
- гуманітарне право,
- круглі столи,
- право, громадська думка,
- консультації,
- регіональна політика,
- тренінги, конференції та семінари.

Метою діяльності організації є покращення якості життя літніх людей, їхня ресоціалізація через створення груп взаємодопомоги та волонтерських мереж.

## Результати

### Допомога військовим
Окрім іншого, учасники організації допомагають українським військовим, що беруть участь у російсько-українській війні. Так, у тернопільскому відділі волонтери в'яжуть захисні сітки, плетуть теплі шкарпетки та виготовляють бахрому для нашиття на камуфляж для маскування для відправки до військових частин.

### Соціальна сфера
Завдяки постійній роботі з владою за 2017 рік організація досягла наступних результатів:
- переобладнано 21 автобусну зупинку для зручності користування літніми людьми;
- продовжено 7 автобусних / тролейбусних маршрутів;
- встановлено 7 нових світлофорів;
- перепрограмовано 34 світлофори, щоб продовжити час для переходу вулмці, необхідний для літніх.

### Внутрішньо переміщені особи
З серпня 2014 року ТЛУ залучила додаткові кошти для підтримки літніх людей на територіях, непідконтрольних Україні. В Алчевську, Горлівці, Брянці було доставлено та поширено близько 120 тонн їжі. Окрім того було доставлено 300 ковдр і комплектів постільної білизни, зимовий одяг, 12 пральних машин та 20 котлів для нагрівання води. Восени 2014-го ТЛУ знайшов ресурси та організував евакуацію 55 жителів з Макіївського інтернату для людей з психоневрологічними захворюваннями.
З січня 2016 року місцева терористична «влада» не допзволяє доставки гуманітарної допомоги. ТЛУ натомість щукає кошти для купівлі їжі та предметів гігієни літнім людям, що проживають у буферній зоні у Донбасі.

### Інше
2014 року за допомоги World Jewish Relief (Всесвітня Єврейська Допомога) було закуплено нехарчові товари (одяг, постіль, обладнання) для жителів Макіївського будинку-інтернату психоневрологічного профілю, яких було евакуйовано до Черкаської області.
Завдяки допомозі Посольства Франції в Україні 2015 року була надана допомога харчами та засобами гігієни літнім людям на території Донбасу, підконтрольній терористам. Допомогу було направлено до Антрацитівського будинку-інтернату для літніх людей з інвалідністю в селі Колпаково.
За допомоги організації «Всесвітнья єврейська допомога» (Британія) 2015 року було надано допомогу літнім людям Горлівки та Алчевська.
У серпні 2017-го у Хмельницькому було проведено показ мод «Стиль і вік», де моделями запропонували стати жінкам від 60 років.

## Партнери
- Німецький Федеральний Фонд EVZ
- HelpAge International
- United Nations Population Fund
- Age UK Group
- The European Federation of Older People
- World Jewish Relief
- Міністерство Соціальної політики України[13]